# ヒューゴ・レノックス
ヒューゴ・レノックス（Hugo Lennox、1999年3月6日 - ）は、アイルランドのラグビー選手。

## プロフィール
- アイルランド・スケリーズ出身[1]。
- ポジションはフルバック(FB)。
- 身長 175cm、体重 63kg

## 略歴
2021年、東京五輪の7人制アイルランド代表に選ばれた。
2024年、パリ五輪の7人制アイルランド代表に選ばれた。